# Vetter Basilio
Vetter Basilio ist ein Roman von José Maria Eça de Queiroz, der zuerst 1878 unter dem Titel O Primo Basílio erschien. Obwohl im Gesamtwerk nicht eindeutig einer literarischen Epoche zuzuordnen, ist Eça de Queiroz ein bedeutender Erzähler des portugiesischen Realismus. Dies trifft in besonderer Weise für den vorliegenden Roman zu, der auch zeitgeschichtlich gelesen werden kann.

## Inhalt
Luísa ist seit Jahren in zwar kinderloser, aber glücklicher Ehe mit dem Bergbauingenieur Jorge Carvalho verheiratet. Vor der Heirat war sie mit dem Gespielen ihrer Kinderzeit, ihrem Vetter Basilio verlobt. Basilio war vor Gläubigern nach Südamerika geflüchtet und hatte die Verlobung mit Luísa von dort aus schriftlich gelöst. Jorge muss wegen eines Auftrages seinen Arbeitsplatz im Ministerium verlassen und beruflich für längere Zeit verreisen. Zu Hause lässt er Luísa mit ihrer Köchin und dem ungeliebten Stubenmädchen Juliana, die bereits bei Jorges Eltern gedient hatte, zurück. Luísa möchte das Stubenmädchen am liebsten entlassen, Jorge fühlt sich ihr jedoch verpflichtet, weil sie seine kranke Mutter bis zu deren Tod gepflegt hatte und hat sie bisher in Schutz genommen.
Kurz nach Jorges Abreise kommt der zwischenzeitlich in Südamerika zu Vermögen gelangte Basilio nach Portugal zurück und stattet seiner Kusine Luísa unerwartet einen Besuch ab. Er verwickelt die anfangs widerstrebende Luísa in eine Liebesaffäre und verspricht für den Fall, dass ihre Affäre ruchbar werde, die gemeinsame Flucht. Im Rausche der Leidenschaft unterlässt Luísa alle Vorsichtsmaßnahmen. Die Nachbarschaft munkelt über die Affäre. Luísa liefert sich dem Hass Julianas aus, indem sie zwei verräterische Briefe unvorsichtigerweise in deren Hand gelangen lässt. Juliana beginnt prompt mit Erpressungsversuchen. Sie droht mit ihrem Wissen und mit Geheimnisverrat. Auf Anraten einer Kupplerin verlangt sie von Luísa ein Vermögen für die Rückgabe der Briefe und für ihr Schweigen.
Luísa verfügt jedoch nicht über Vermögen und Basilio bietet einen im Verhältnis zur Forderung lächerlichen Geldbetrag. Er weigert sich, mit der verzweifelten Luísa wie versprochen zu flüchten und reist allein wegen angeblicher unaufschiebbarer Geschäfte nach Frankreich. Juliana erkennt, dass ihre Forderungen unrealistisch sind. Sie beginnt nun mit täglichen Erpressungen von Geld, Kleidern, einer neuen Wohnung und Möbeln und beansprucht auch sonstige für Bedienstete ungewöhnliche Freiheiten. Verzweifelt geht Luísa im Rahmen ihrer Möglichkeiten auf Julianas Forderungen ein und lässt sie gewähren. Vor Scham gibt sie den Plan auf, ihre Lage einem Freund zu offenbaren und um seine Hilfe zu bitten.
Luísa erkrankt infolge des auf ihr lastenden Druckes schwer. Jorge kehrt nach Monaten der Abwesenheit nach Hause zurück. Für das Verhalten und den Zustand seiner Frau hat er keine Erklärung. In wachsender Verzweiflung vertraut sich Luísa dem Freund an und bittet um Rat und Hilfe. Dem gelingt es mit Drohungen und durch Überrumpelung in den Besitz der verräterischen Briefe zu gelangen und an Luísa zurückzugeben. Die gesundheitlich ebenfalls stark angegriffene Juliana stirbt infolge der Ereignisse noch am Abend der Überrumpelung. Luísas Lage hat sich damit zum Besseren gewendet.
In dieser Situation überbringt ein Bote einen Brief Basilios für Luísa, den Jorge entgegennimmt und unbeachtet in die Rocktasche einsteckt. Kurze Zeit später findet er den Brief nach einem zufälligen Griff in die Tasche und öffnet ihn wegen Luísas Krankheit selbst. Basilio kündigt darin seine Rückkehr nach Portugal an und macht kompromittierende Äußerungen ihre gemeinsame Affäre betreffend. Jorge, der im Verlaufe seiner Abwesenheit selbst wohl kaum ein Mönchsdasein geführt hat, macht seiner schwer kranken Frau massive Vorhaltungen. Luísas Krankheit verschlimmert sich. Jorge ist bereit, den Fehltritt seiner Frau zu verzeihen und weiter mit ihr zu leben. Diese Wandlung kommt für Luísa zu spät. Sie erholt sich vom Leid und dem schweren Fieber, das ihr die Umstände bereitet haben, nicht mehr und wird noch vor Basilios Ankunft vom Tod dahingerafft.
Basilio findet die Wohnung Jorges und Luísas verlassen vor und erfährt durch Nachbarn von Luísas kürzlichem Tod. Wenig pietätvoll verlässt er den Ort, wohin er das Unglück gebracht hat. Seine Entgegnung auf die Bemerkung eines Bekannten „So bist Du also ohne Frau ...“ entlarvt seinen miesen Charakter: „Wie ärgerlich! Da hätte ich doch Alphonsine mitnehmen können!“

## Bedeutung
Vetter Basilio zählt zu den großen Liebes-, Verführungs- und Ehebruchsromanen des 19. Jahrhunderts. Gleichrangig steht er neben Tolstois Anna Karenina, Flauberts Madame Bovary, Fontanes Effi Briest und Clarins La Regenta (deutsch: Die Präsidentin).

## Deutsche Übersetzungen
- Basilio. Übersetzt von Helmut Hilzheimer und Alrun Almeida Faria. In: José Maria Eça de Queiroz: Treulose Romane (in der Reihe Die Andere Bibliothek). Greno, Nördlingen 1988, ISBN 978-3-89190-243-1, S. 5–221.
- Neuübersetzung: Vetter Basilio. Übersetzt von Rudolf Krügel. Insel Taschenbuch, Frankfurt am Main 2003, ISBN 978-3-458-34624-1.

## Verfilmungen
Der Roman wurde mehrfach verfilmt. Der deutsche Regisseur Wilhelm Semmelroth inszenierte 1969 einen Zweiteiler mit Hans von Borsody und Diana Körner für den WDR unter dem Titel Der Vetter Basilio. Eine brasilianische Verfilmung von 2007 (Regie: Daniel Filho) verlegt die Handlung ins São Paulo der 1950er-Jahre.
Vom Portugiesischen Kino ist der Roman mehrmals für das Medium Film adaptiert worden, oft auf Basis der unzähligen Bühneninszenierungen, die es an portugiesischen Theatern immer wieder gab und weiter gibt.
Es folgt eine Auswahl von Filmen, die den Roman direkt oder indirekt zum Thema haben:
- 1923: O Primo Basílio, Regie: Georges Pallu
- 1944: El deseo (aka O Primo Basílio), Regie: Carlos Schlieper
- 1959: O Primo Basílio, Regie: António Lopes Ribeiro
- 1960: O Primo Basílio , Episode der brasilianischen Fernsehserie TV de Vanguarda
- 1969: Der Vetter Basilio, Regie: Wilhelm Semmelroth (Fernsehfilm)
- 1988: O Primo Basílio , Mehrteiler des brasilianischen Fernsehsenders TV Globo
- 2007: Primo Basílio, Regie: Daniel Filho
- 2012: Der Vetter Basilio – Ein Gespräch mit dem Hauptdarsteller Erich Schleyer, Regie: Georg Pagitz